# Drei (1965)
Drei (serbokroatisch: Tri, serbisch-kyrillisch: Три) ist ein jugoslawischer Film aus dem Jahr 1965 unter der Regie von Aleksandar Petrović. Er wurde bei der 39. Verleihung der Academy Awards für den Oscar als bester internationaler Film nominiert. Das Drehbuch, geschrieben von Petrović, basiert auf Motiven aus der Kurzgeschichtensammlung Farn und Feuer von Antonije Isaković. Der Film ist Teil der jugoslawischen Black-Wave-Bewegung.

## Handlung
Im April 1941 überfällt das Dritte Reich das Königreich Jugoslawien. Der Protagonist Miloš wird dreimal mit dem Tod konfrontiert – zu Beginn, während und am Ende des Zweiten Weltkriegs. Die erste Geschichte spielt auf einem Bahnhof, wo sich nach Ausbruch des Aprilkrieges mobilisierte Angehörige der königlichen Armee versammeln, einen Fotografen mit Sprachfehler zum deutschen Spion erklären und ihn anschließend erschießen. Die zweite Geschichte zeigt Miloš, der sich den Partisanen angeschlossen hat, auf der Flucht durch einen Sumpf, während er von deutschen Soldaten verfolgt wird. Während er sich versteckt, trifft Miloš einen jungen Mann, der sich für ihn opfert und ihm die Flucht ermöglicht. Die dritte Geschichte spielt kurz nach der Befreiung Jugoslawiens. Miloš, inzwischen Offizier der OZNA, muss entscheiden, ob eine Gruppe deutscher Kollaborateure, darunter ein Mädchen, das ihm gefällt, erschossen werden soll.

## Kritiken
In einer Kritik der New York Times aus dem Jahr 1967, nach der Nominierung des Films für den Oscar als bester ausländischer Film, heißt es:
"Die totale Bestialität und Verschwendung des Krieges, die normalerweise von Armeen dargestellt wird, wird von einigen wenigen Talenten in diesem preisgekrönten jugoslawischen Drama auf den Punkt gebracht, das sein düsteres und erschütterndes Thema mit grimmiger, aber poetischer Kunstfertigkeit behandelt. Der Film wurde letztes Jahr auf dem New York Film Festival gezeigt und ist jetzt im Studio Cinema und in den 72d Street Theaters zu sehen. Der Film ist in seinen Übergängen rätselhaft abrupt, aber seine physische und intellektuelle Wirkung ist unbestreitbar stark und abschreckend. Der Regisseur Aleksandar Petrovic hat mit einem sparsamen Drehbuch und atemberaubenden Aufnahmen von Tomislav Pinter die Verwüstungen des Krieges anhand der Kämpfe eines Partisanen in einem kleinen Sektor des Konflikts gezeigt. Jedes der drei Ereignisse, an denen er teilnimmt, führt zu einem sinnlosen Tod durch Angst, Verzweiflung und Niederlage.

## Auszeichnungen

### Awards

#### Pula Film Festival(1965)
- Golden Arena for Best Actor (Bata Živojinović)[3]
- Golden Arena for Best Director (Aleksandar Petrović)[3]
- Critics' award "Milton Manaki"[4]

Palenka award at the Acapulco Film Festival
Laceno d'oro award at the Avellino Neorealism Film Festival

### Nominierungen
Academy Award für Bester internationaler Film in 1966
Crystal Globe für den besten Film beim Karlovy Vary International Film Festival in 1966

### Festivals
Poretta Terme International Film Festival (1966)
New York Film Festival (1966)

## Vermächtnis
Am 28. Dezember 2016 erklärte das Jugoslawische Filmarchiv im Rahmen seiner Befugnisse auf der Grundlage des Gesetzes über das Kulturerbe hundert serbische Spielfilme (1911–1999) zum Kulturerbe von großer Bedeutung. Auf dieser Liste befindet sich auch Drei.
Drei war der erste jugoslawische Film, der in den Vereinigten Staaten veröffentlicht wurde (1966). Aleksandar Petrovićs Filme Drei und Ich traf sogar glückliche Zigeuner machten die Welt mit dem jugoslawischen Kino bekannt.